# Övre Skurtjärnen
Övre Skurtjärnen är en sjö i Lycksele kommun i Lappland och ingår i Umeälvens huvudavrinningsområde. Sjön har en area på 0,135 kvadratkilometer och ligger 248 meter över havet.

## Delavrinningsområde
Övre Skurtjärnen ingår i det delavrinningsområde (712416-166083) som SMHI kallar för Inloppet i Stor-Strömsjön. Medelhöjden är 259 meter över havet och ytan är 33,76 kvadratkilometer. Det finns ett avrinningsområde uppströms, och räknas det in blir den ackumulerade arean 58,93 kvadratkilometer. Ramsan som avvattnar avrinningsområdet har biflödesordning 2, vilket innebär att vattnet flödar genom totalt 2 vattendrag innan det når havet efter 94 kilometer. Avrinningsområdet består mestadels av skog (84 procent). Avrinningsområdet har 0,26 kvadratkilometer vattenytor vilket ger det en sjöprocent på 0,8 procent.